# David G. Lowe
Pour les articles homonymes, voir Lowe et David Lowe.
David G. Lowe est un informaticien canadien, professeur à l'Université de la Colombie-Britannique et chercheur en vision par ordinateur. Il est l'auteur du descripteur scale-invariant feature transform (SIFT), une des caractéristiques les plus utilisées et les plus performantes en vision par ordinateur,.
Le descripteur SIFT est employé en particulier pour l'Assemblage de photos, la détection d'objet et la détection de copies.